# (34847) 2001 SJ286
2001 SJ286 (asteroide 34847) é um asteroide da cintura principal. Possui uma excentricidade de 0.13934300 e uma inclinação de 14.03582º.
Este asteroide foi descoberto no dia 21 de setembro de 2001 por NEAT em Palomar.